# Zekelita
Zekelita is een geslacht van vlinders van de familie spinneruilen (Erebidae), uit de onderfamilie Hypeninae.

## Soorten
- Z. angulalis Mabille, 1880
- Z. antiqualis (Hübner, 1809)
- Z. endoleuca Hampson, 1916
- Z. equalisella Walker, 1863
- Z. lilacea Gaede
- Z. poliopera Hampson, 1902
- Z. ravalis (Herrich-Schäffer, 1851)
- Z. ravulalis (Staudinger, 1879)